# 21775 Tsiganis
21775 Tsiganis este un asteroid din centura principală, descoperit pe 5 septembrie 1999, de LONEOS.